# Cục Đăng ký quốc gia giao dịch bảo đảm (Việt Nam)
Cục Đăng ký quốc gia giao dịch bảo đảm là đơn vị thuộc Bộ Tư pháp, có chức năng tham mưu, giúp Bộ trưởng Bộ Tư pháp thực hiện thống nhất quản lý nhà nước về đăng ký các biện pháp bảo đảm; tổ chức thực hiện việc đăng ký, cung cấp thông tin về biện pháp bảo đảm, hợp đồng, trao đổi thông tin về đăng ký biện pháp bảo đảm và các trường hợp khác theo quy định của pháp luật (sau đây gọi là đăng ký biện pháp bảo đảm).
Cục Đăng ký quốc gia giao dịch bảo đảm thành lập ngày 10/7/2001, theo Quyết định số 104/2001/QĐ-TTg ngày 10/7/2001 của Thủ tướng Chính phủ.
Chức năng, nhiệm vụ, quyền hạn và cơ cấu tổ chức của Cục Đăng ký quốc gia giao dịch bảo đảm được quy định tại Quyết định số 1225/QĐ-BTP ngày 29/6/2023 của Bộ trưởng Bộ Tư pháp.

## Nhiệm vụ và quyền hạn
Theo điều 2, Quyết định số 1225/QĐ-BTP ngày 29/6/2023 của Bộ trưởng Bộ Tư pháp, Cục Đăng ký quốc gia giao dịch bảo đảm có các nhiệm vụ, quyền hạn chính:
- Xây dựng, trình Bộ trưởng chiến lược, quy hoạch, kế hoạch dài hạn, 5 năm và hàng năm về đăng ký biện pháp bảo đảm; tham gia xây dựng chiến lược, quy hoạch, kế hoạch phát triển ngành Tư pháp.
- Tổ chức thực hiện các chiến lược, quy hoạch, kế hoạch, văn bản quy phạm pháp luật về đăng ký biện pháp bảo đảm.
- Xây dựng, trình Bộ trưởng ban hành, quản lý và hướng dẫn việc sử dụng các mẫu phiếu, giấy tờ, sổ đăng ký về biện pháp bảo đảm. Ban hành theo thẩm quyền văn bản cá biệt, văn bản hướng dẫn chuyên môn, nghiệp vụ về đăng ký biện pháp bảo đảm.
- Hướng dẫn nghiệp vụ về đăng ký biện pháp bảo đảm theo quy định của pháp luật và phân cấp của Bộ.
- Thực hiện quản lý về tổ chức và hoạt động đối với các Trung tâm Đăng ký giao dịch, tài sản thuộc Cục theo quy định của pháp luật và phân cấp của Bộ; chỉ đạo, hướng dẫn các Trung tâm Đăng ký giao dịch, tài sản thực hiện việc đăng ký, cung cấp thông tin về biện pháp bảo đảm, hợp đồng và trao đổi thông tin về đăng ký biện pháp bảo đảm theo thẩm quyền.
- Xây dựng, vận hành và quản lý Hệ thống dữ liệu quốc gia về biện pháp bảo đảm và Hệ thống đăng ký trực tuyến biện pháp bảo đảm bằng động sản; thực hiện việc ứng dụng và phát triển công nghệ thông tin trong hoạt động đăng ký biện pháp bảo đảm.
- Thực hiện các nhiệm vụ khác do Bộ trưởng giao.

## Lãnh đạo Cục[4]
- Cục trưởng: Nguyễn Hồng Hải
- Phó Cục trưởng:

1. Nguyễn Thị Thu Hằng
2. Văn Thị Khanh Thư

## Cơ cấu tổ chức
(Theo khoản 1b, điều 3, Quyết định số 1225/QĐ-BTP ngày 29/6/2023 của Bộ trưởng Bộ Tư pháp)

### Các phòng thực hiện chức năng quản lý nhà nước
- Văn phòng Cục
- Phòng Quản lý nghiệp vụ
- Phòng Quản lý đăng ký trực tuyến và thông tin dữ liệu về biện pháp bảo đảm

### Các tổ chức sự nghiệp trực thuộc
- Trung tâm Đăng ký giao dịch, tài sản tại Thành phố Hà Nội
- Trung tâm Đăng ký giao dịch, tài sản tại Thành phố Hồ Chí Minh
- Trung tâm Đăng ký giao dịch, tài sản tại Thành phố Đà Nẵng